# Centroglossa tripollinica
Centroglossa tripollinica är en orkidéart som först beskrevs av João Barbosa Rodrigues, och fick sitt nu gällande namn av João Barbosa Rodrigues. Centroglossa tripollinica ingår i släktet Centroglossa och familjen orkidéer. Inga underarter finns listade i Catalogue of Life.

## Bildgalleri

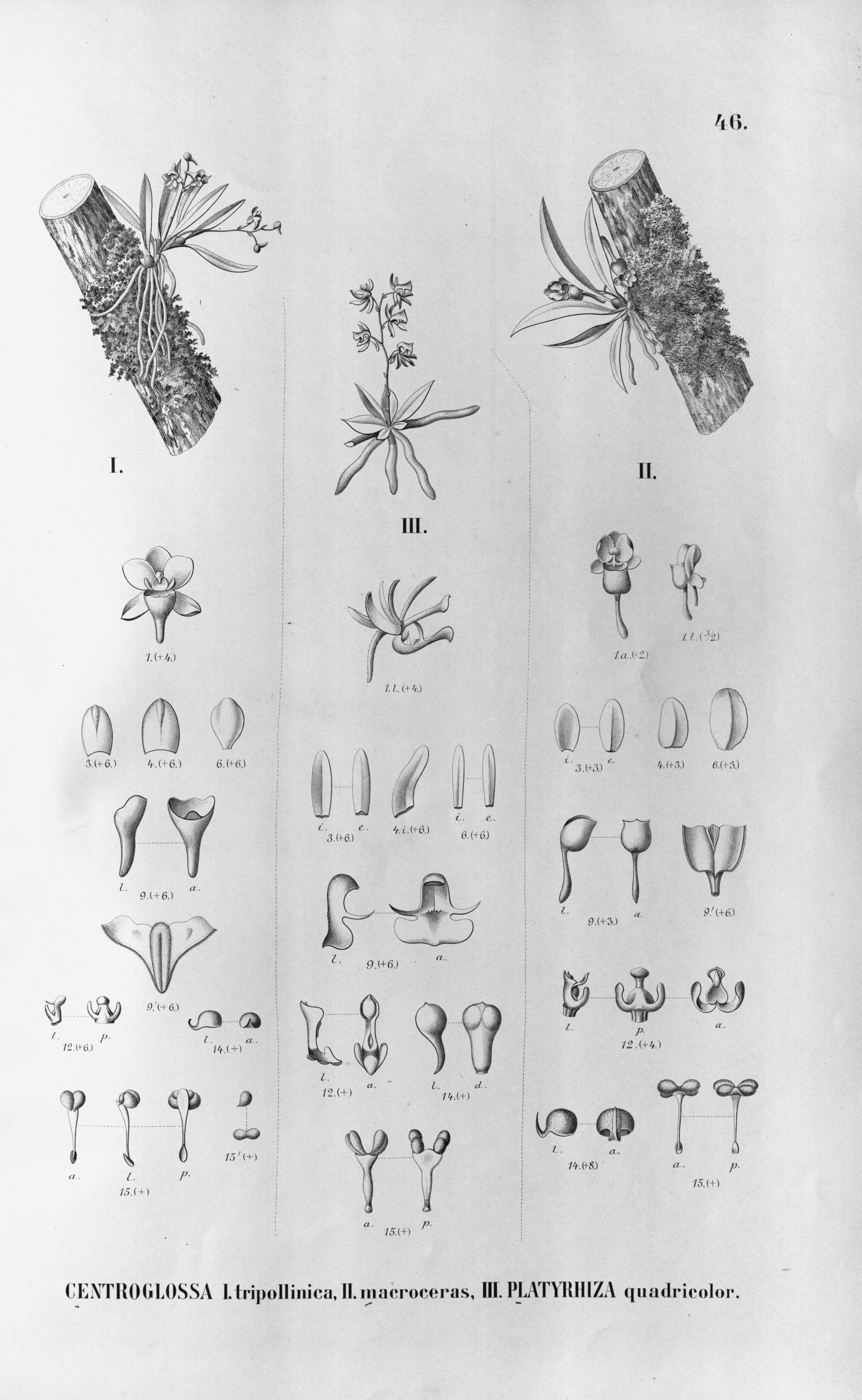